# کلینا
کلینا (به صربی: Клина) شهری در منطقه پچ کشور کوزوو است که در سرشماری سال ۲۰۱۱ میلادی، ۳۷٬۵۸۵ نفر جمعیت داشته‌است.